# Myxoderma
Genre
Myxoderma est un genre d'étoiles de mer de la famille des Zoroasteridae.

## Liste des espèces
Selon World Register of Marine Species (21 janvier 2015) :
- Myxoderma acutibrachia Aziz & Jangoux, 1984
- Myxoderma longispinum (Ludwig, 1905) -- Pacifique centre-est (Californie, Panama...)
- Myxoderma platyacanthum (H.L. Clark, 1913)
- Myxoderma qawashqari (Moyana & Larrain Prat, 1976) -- Chili et Pérou
- Myxoderma sacculatum (Fisher, 1905)

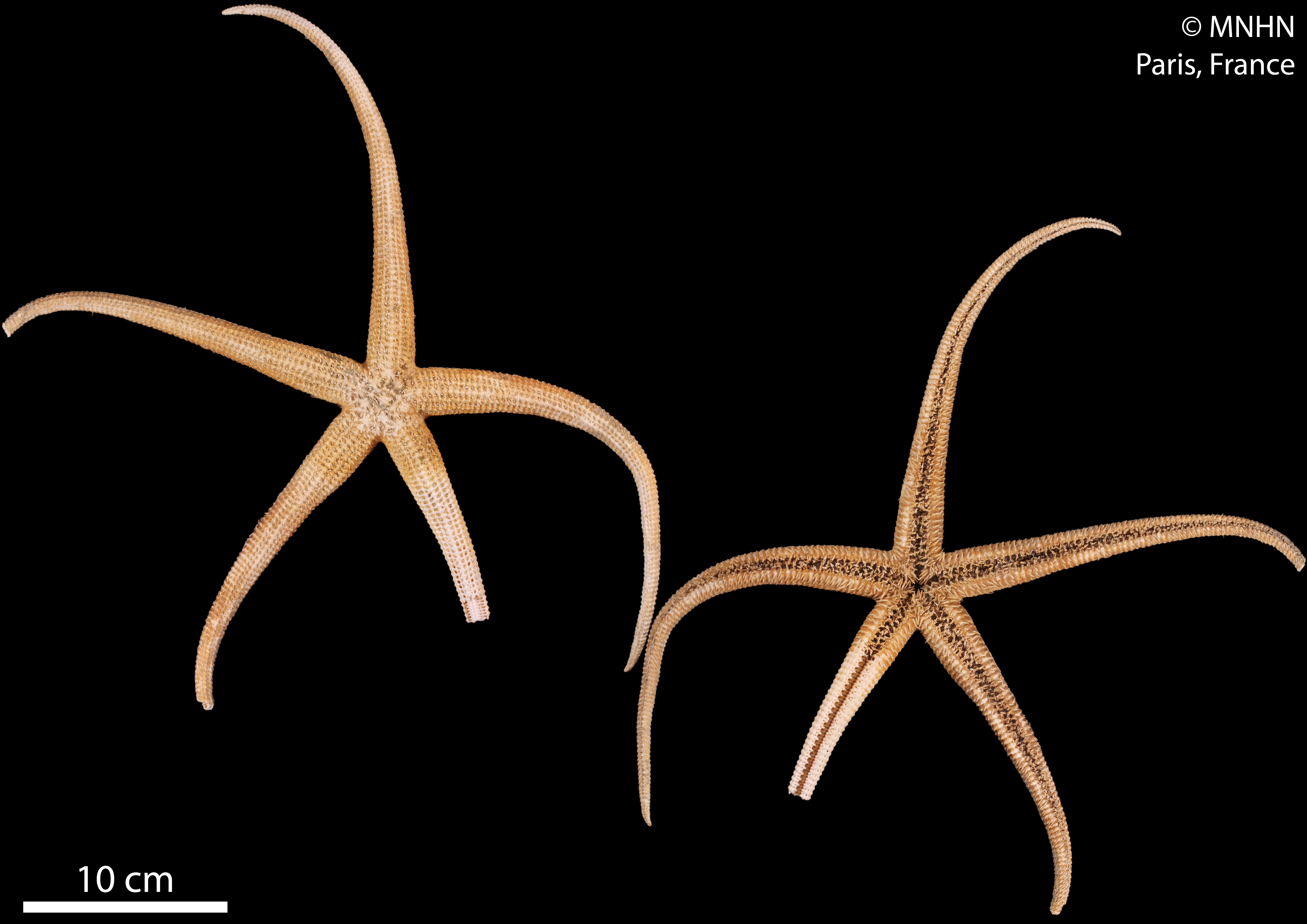
Myxoderma acutibrachia
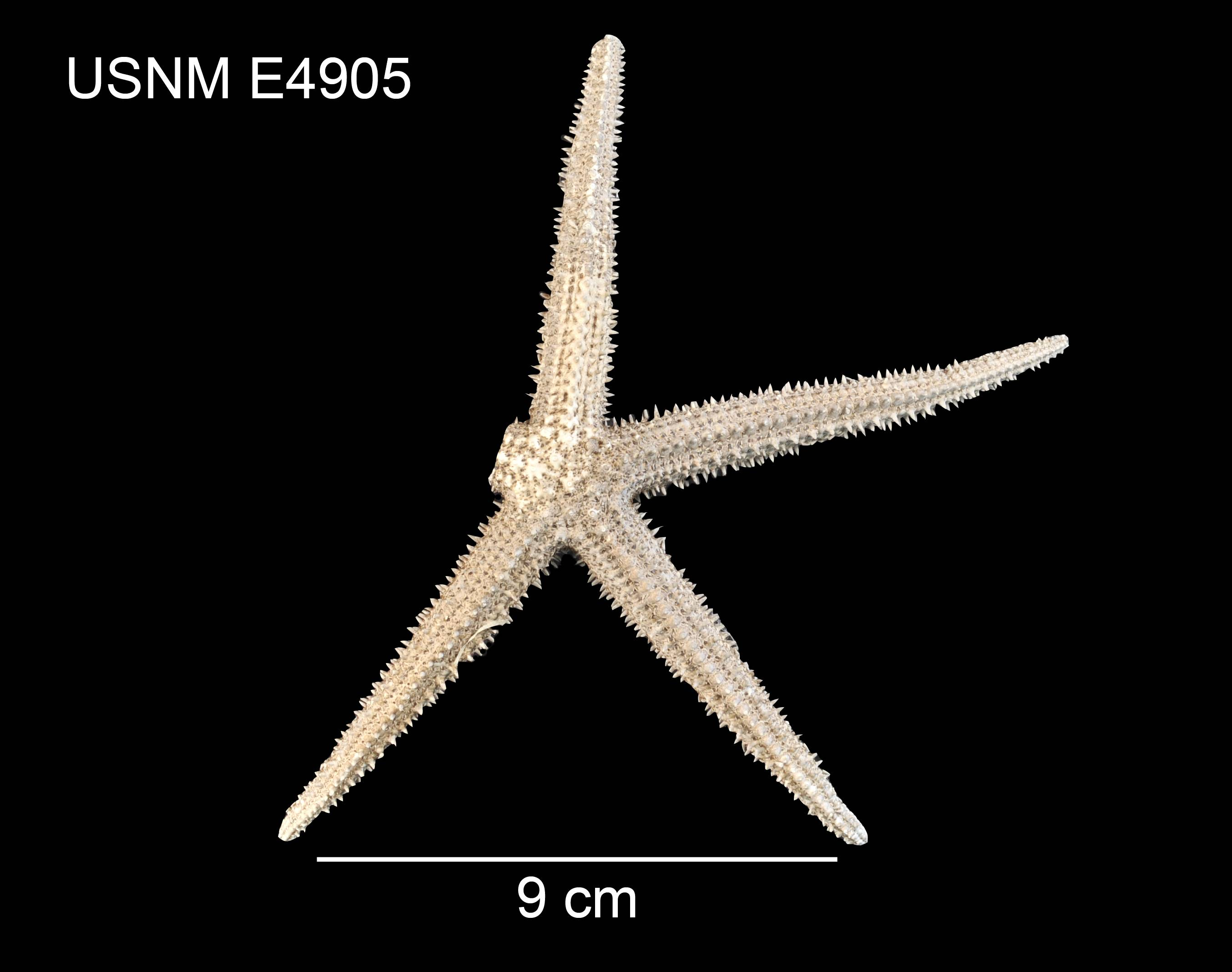
Myxoderma longispinum
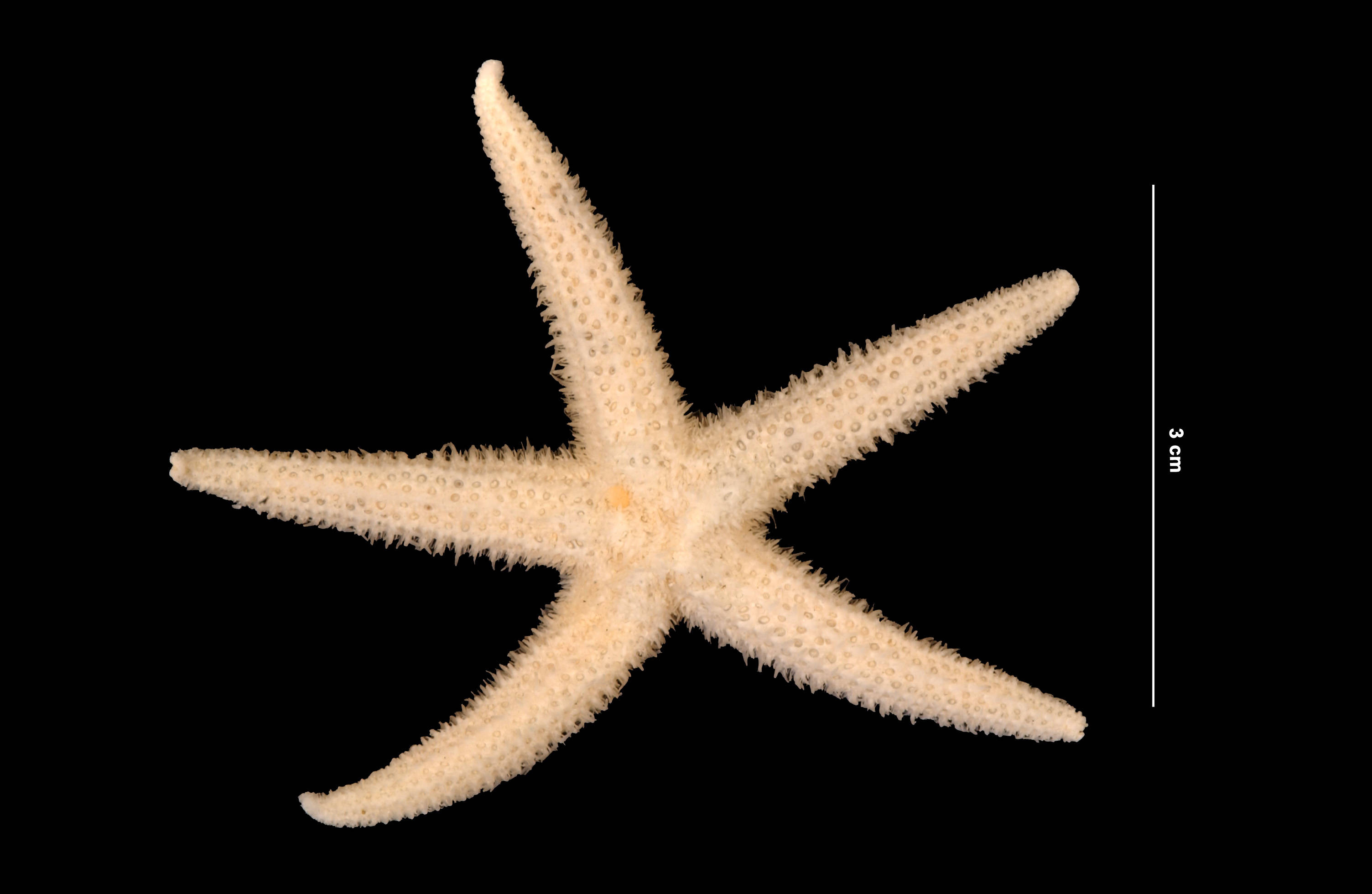
Myxoderma platyacanthum